# Efendi

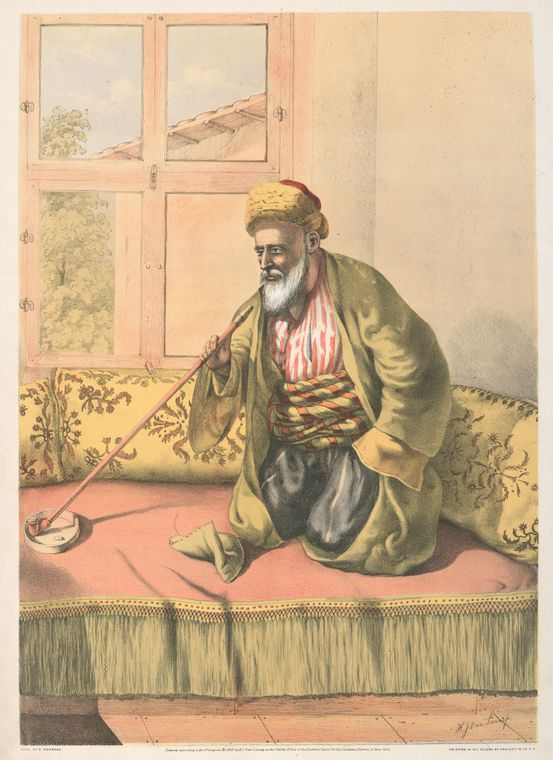
Retrato de un efendi otomano.

Efendi (Árabe: أفندي Afandī) es un título nobiliario cuyo significado en español es "Señor". Se trata de un título de respeto o cortesía que fue utilizado en el Imperio otomano, con núcleo en la actual Turquía. Cuando es utilizado, siempre se pospone al nombre personal, y habitualmente se daba a miembros de profesiones relacionadas con la enseñanza, así como a oficiales del gobierno que no tenían un rango elevado, como podría ser el de Bey o Pachá. También puede indicar un oficio definido, como Hekim efendi, jefe médico del Sultán. La forma posesiva efendim (mi señor) es utilizada por sirvientes y en las relaciones formales.
En la era del Imperio otomano, después del título Agha, Efendi fue el más utilizado después del nombre personal. La utilización de este título indicaba a un "caballero educado", de tal modo que implicaba su graduación en una escuela seglar (rüşdiye), aunque existían efendis con una educación religiosa, e incluso profesores religiosos.
La palabra es de origen griego: authéntēs (afendis), que en la antigüedad denotaba a alguien legalmente autorizado para representarse a sí mismo.

## Otros usos
- Efendi también fue considerado como un hombre con una educación superior o una alta posición social en el Mediterráneo Oriental o en países árabes. Fue un título de origen turco, que se podría asimilar a escudero y subordinado al Bey en Egipto durante el periodo de la dinastía de Mehmet Alí.

- Efendi es todavía utilizado como un título honorífico en Egipto y Turquía, y es el origen de la palabra أفندم؟ efendim?, una forma especialmente formal de decir ¿Perdóneme?.

- Efendi fue también un oficial de rango, no europeo en la Schutztruppe de las colonias alemanas de África del Este. Los Efendis eran promocionados con el apoyo del Gobernador, y no con el nombramiento del Kaiser como sí les ocurría a los oficiales de origen alemán. Los Efendis no tenían autoridad sobre las tropas "blancas".

- En Bosnia-Herzegovina "Efendi" se refiere a los clérigos musulmanes.

- Datos: Q321803
- Multimedia: Effendis / Q321803